# Alfa Romeo SZ
Alfa Romeo SZ (Sprint Zagato) är en sportbil, tillverkad av den italienska biltillverkaren Alfa Romeo mellan 1989 och 1991. Mellan 1992 och 1993 byggdes sedan den öppna versionen Alfa Romeo RZ (Roadster Zagato).

## SZ
Alfa Romeo SZ, eller ES-30 (Experimental Sportscar, 3.0 litre), presenterades på Genèvesalongen 1989. Mekaniken hämtades från Alfa 75, medan karossen hade ritats av Centro Stile Fiat i samarbete med Centro Stile Alfa Romeo och Zagato. Karossen, gjuten i glasfiberarmerade kompositmaterial, lämnade ingen oberörd. Vissa älskade formerna, medan andra hatade dem och gav den tillnamnet "Il Monstro". Motorn var en upptrimmad version av den 3-liters sexa som satt i USA-versionen av 75:an. Andra detaljer, som framhjulsupphängningen och bromsarna hämtades från tävlingsversioner av 75:an. Bilen byggdes av Zagato, på Alfas uppdrag, men den traditionsrika karossmakaren hade inget att göra med själva formgivningen. Produktionen uppgick till 1 035 exemplar.

## RZ
1992 tog Zagato på eget bevåg upp produktionen av den öppna roadstern RZ. Bilen var identisk med den tidigare SZ, bortsett från avsaknaden av taket, och byggdes i 241 exemplar under drygt ett år. 